# Llano Grande, Yehualtepec
Llano Grande är en ort i Mexiko.   Den ligger i kommunen Yehualtepec och delstaten Puebla, i den sydöstra delen av landet, 170 km öster om huvudstaden Mexico City. Llano Grande ligger 2 009 meter över havet och antalet invånare är 193.
Terrängen runt Llano Grande är varierad. Runt Llano Grande är det ganska tätbefolkat, med 100 invånare per kvadratkilometer. Närmaste större samhälle är Tecamachalco, 10,5 km norr om Llano Grande. Trakten runt Llano Grande består till största delen av jordbruksmark.